# Ingrid Bergman
Ingrid Bergman (Estocolm, Suècia, 29 d'agost del 1915 – Londres, Anglaterra, 29 d'agost del 1982) fou una actriu sueca que va protagonitzar diverses pel·lícules europees i americanes, pel·lícules de televisió i obres de teatre. Amb una carrera que abasta cinc dècades, sovint és considerada com una de les figures de pantalla més influents de la història del cinema. Al llarg de la seva carrera, va obtenir nombrosos reconeixements inclosos tres Oscars, el 1945, per Gaslight, el 1957 per Anastasia i el 1975 com a actriu secundària per Assassinat a l'Orient Express. Fou nominada quatre vegades més pels seus papers en For Whom the Bell Tolls, The Bells of St. Mary's, Joan of Arc i Sonata de tardor. Tot i això, fou el seu paper com a Ilsa Lund en Casablanca, actuant juntament amb Humphrey Bogart, la que quedaria com una de les seves interpretacions més conegudes.
Bergman també guanyà dos premis Emmy pels telefilms The Turn of the Screw i A Woman Called Golda, un Tony per Joan of Lorraine de Maxwell Anderson, i quatre Globus d'Or.
Fou la mare de la model i actriu Isabella Rossellini. L'any 1974, Bergman va descobrir que patia càncer de mama, però va continuar treballant fins poc abans de la seva mort, el 1982, el dia que complia 67 anys.

## Joventut

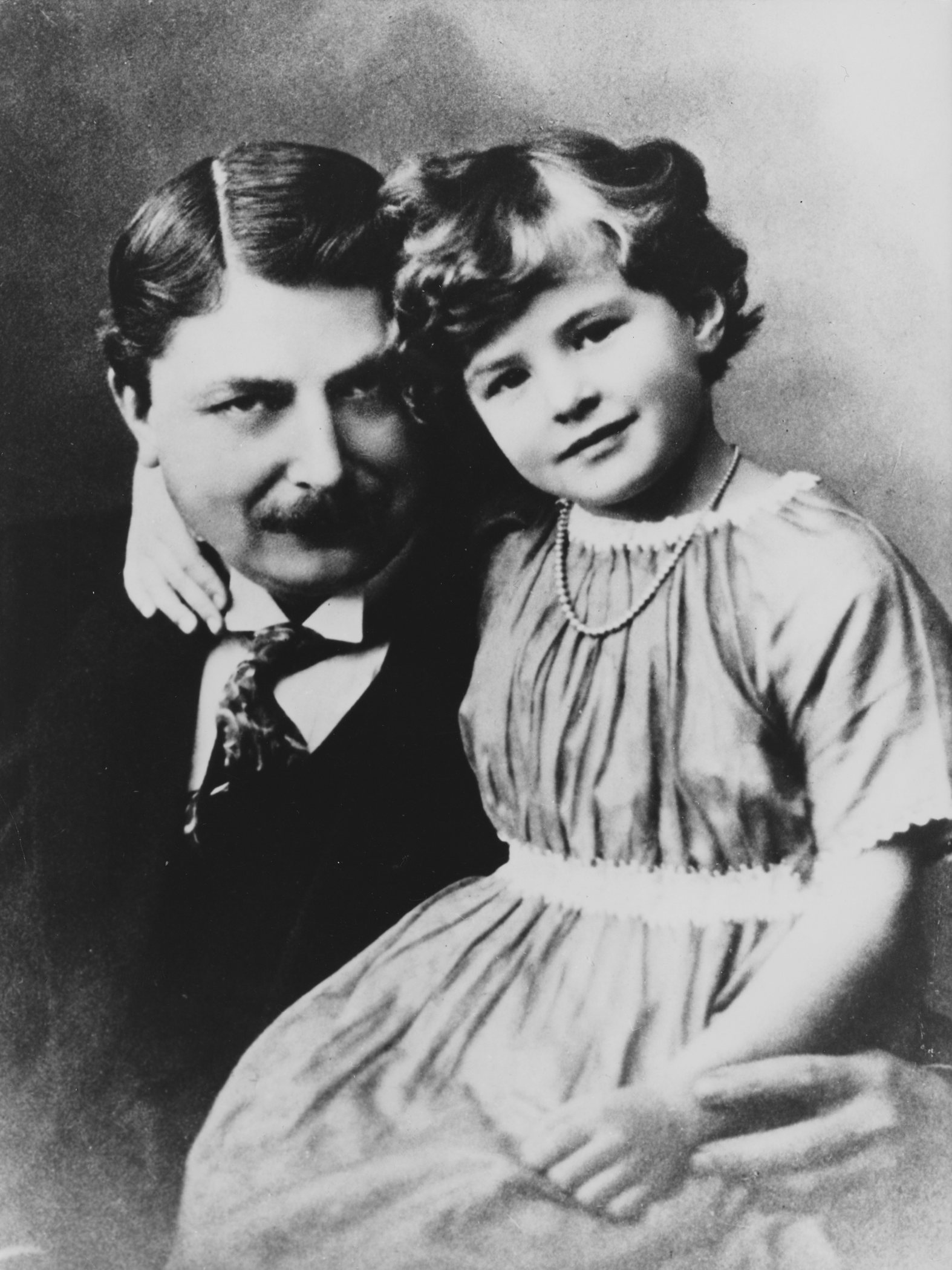
Íngid Bergman als 9 anys, amb el seu pare, Justus.

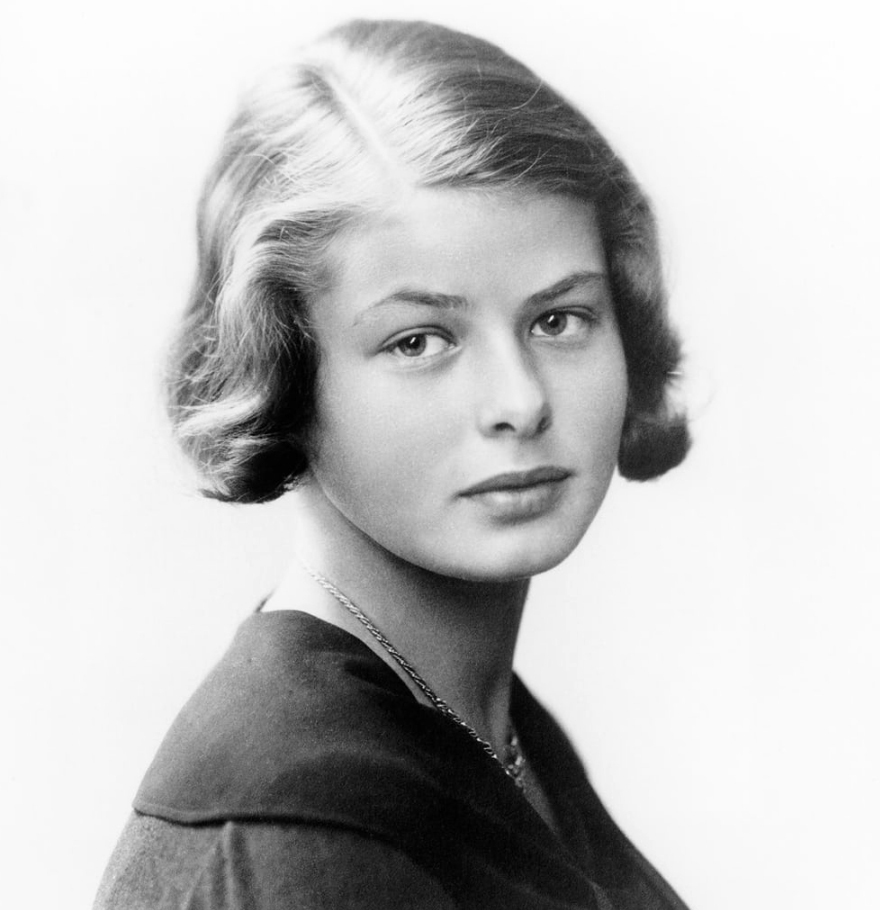
Ingrid Bergman quan tenia 14 anys.

Ingrid Bergman va néixer el 29 d'agost de 1915 a Estocolm, de pare suec, Justus Samuel Bergman (2 de maig de 1871 - 29 de juliol de 1929), i mare alemanya, Frieda Henriette Auguste Louise (nada Adler) Bergman (12 de setembre de 1884 - 19 de gener de 1918), que va néixer a Kiel.:19, 21, 294 Els seus pares es van casar a Hamburg el 13 de juny de 1907. Va rebre el nom per la Princesa Íngrid de Suècia. Tot i que va créixer a Suècia, va passar els estius a Alemanya i parlava alemany amb fluïdesa.
Bergman va patir una successió de pèrdues crucials en la seva infància, que pot haver estat experimentades com a abandonament. Quan tenia uns dos anys i mig, la seva mare va morir. Justus Bergman havia volgut que es convertís en una estrella de l'òpera i li havia fet prendre classes de veu durant tres anys. La va enviar a la Palmgrenska Samskolan, una prestigiosa escola de nenes d'Estocolm. Bergman no era ni un bona estudiant ni popular. Com que Justus era fotògraf, li encantava documentar tots els seus aniversaris amb la seva càmera. Va fer de la seva filla una dels seus temes fotogràfics preferits. Li agradava ballar, disfressar-se i actuar davant de les lents del seu pare." Jo era potser la nena més fotografiada d'Escandinàvia", va ironitzar Bergman en els seus darrers anys. El 1929, quan Bergman tenia prop de 14 anys, el seu pare va morir de càncer d'estómac. La pèrdua dels seus pares a una edat tan tendra va ser un trauma per a Bergman, que més tard va descriure com "viure amb un dolor", una experiència de la que ni tan sols era conscient.
Després de la seva mort, va ser enviada a viure amb la seva germana, Ellen Bergman, que també va morir de malalties del cor només sis mesos després. Bergman vivia llavors amb la seva tia materna Hulda i el seu marit Otto, que tenien cinc fills propis. També va visitar la seva altra tia materna, Elsa Adler, a la qual la jove anomenava "Mutti" (mare) segons la tradició familiar.:294 Més tard va dir que "sabia des del principi que [ella] volia ser actriu," de vegades vestint la roba de la seva difunta mare i representava obres de teatre a l'estudi buit del seu pare.
Bergman podia parlar suec i alemany com a llengües maternes, anglès i italià (adquirits després, mentre vivia als Estats Units i Itàlia) i francès (après a l'escola). Va actuar en cadascun d'aquests idiomes en diversos moments.
Bergman va rebre una beca a la Teatre Real Dramàtic d'Estocolm, patrocinada per l'estat, on Greta Garbo havia guanyat alguns anys abans una beca similar. Després de diversos mesos, va rebre un paper en una nova obra teatral, Ett Brott (Un crim), escrita per Sigfrid Siwertz. Això estava "totalment en contra del procediment" a l'escola, on s'esperava que les noies completessin tres anys d'estudi abans d'aconseguir un paper actoral.:33 Durant les seves primeres vacances d'estiu, va ser contractada per un estudi de cinema suec, que la va portar a deixar el Teatre Real Dramàtic després de només un any per treballar en pel·lícules a temps complet.

## 1935−1938: anys a Suècia

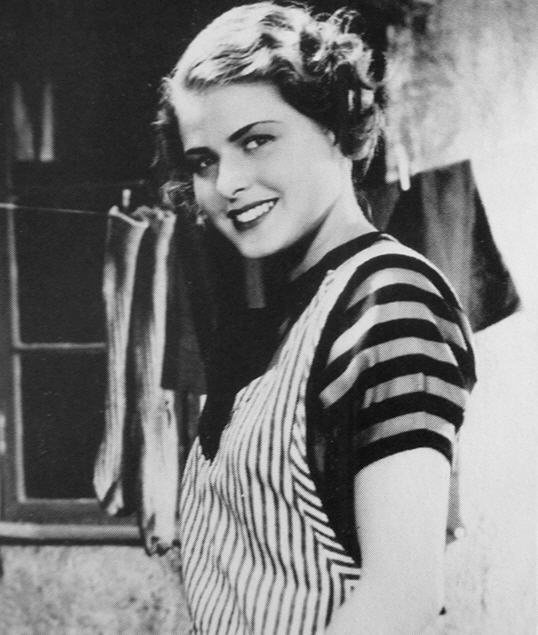
Bergman com Elsa a Munkbrogreven (1935).

La primera experiència cinematogràfica de Bergman va ser com a figurant a la pel·lícula Landskamp de 1932, una experiència que va descriure com «walking on holy ground» (caminar per terra santa). El seu primer paper amb text va ser una petita part a Munkbrogreven (1934). Bergman va interpretar a Elsa, una criada en un hotel de mala qualitat, perseguida per l'actor principal, Edvin Adolphson. Els crítics la van titllar de "forta i segura d'ella mateixa" i "amb una mica de sobrepès ... amb una manera inusual de pronunciar les seves línies". És possible que el vestit de ratlles poc atractives que portava contribuís als comentaris desfavorables sobre la seva aparença. Poc després de Munkbrogreven, se li va oferir un contracte d'estudi i el va posar a les ordres del director Gustaf Molander.
Va deixar el Royal Dramatic Theatre per dedicar-se a la interpretació a temps complet. Bergman va protagonitzar Ocean Breakers en què interpretava la filla d'un pescador, i després Swedenhielms, on va tenir l'oportunitat de treballar al costat del seu ídol Gösta Ekman. A continuació, va protagonitzar Walpurgis Night (1935). Hi interpreta Lena, una secretària enamorada del seu cap, Johan, que està casat desgraciadament. Lena i la dona lluiten per l'afecte de Johan. El 1936, a On the Sunny Side, va ser escollida per fer d'òrfena d'una bona família que es casa amb un ric senyor gran.
També el 1936 va aparèixer a Intermezzo, la seva primera actuació principal, on es va reunir amb Gösta Ekman. Aquesta va ser una pel·lícula fonamental per a la jove actriu i li va permetre demostrar el seu talent. El director Molander va dir més tard: "Vaig crear Intermezzo per a ella, però no vaig ser responsable del seu èxit. La mateixa Ingrid va tenir èxit."
El 1938 va interpretar un paper contra el seu càsting habitual, com un personatge amarg i antipàtic, la cara de la qual havia estat horriblement cremada a En kvinnas ansikte (Una cara de dona). Anna Holm és la líder d'una banda de xantatgistes dirigida contra els rics d'Estocolm pels seus diners i joies. La pel·lícula requeria que Bergman portés maquillatge pesat i cola per simular la cara cremada. Es va posar una pròtesi per distorsionar la forma d'una galta. Als crítics els va encantar la seva interpretació; van afirmar que era una actriu de gran talent i seguretat. La pel·lícula va rebre una Recomanació Especial a la 6a Mostra Internacional de Cinema de Venècia per la seva "contribució artística global". Va ser refeta el 1941 per Metro-Goldwyn-Mayer amb el mateix títol, amb Joan Crawford.
Bergman va signar un contracte de tres pel·lícules amb UFA, la gran companyia alemanya de cinema, tot i que només va fer-ne una. En aquell moment, estava embarassada, però, no obstant això, va arribar a Berlín per començar a rodar Die vier Gesellen (Els quatre companys) (1938), dirigida per Carl Froelich. La pel·lícula estava pensada com un vehicle per llançar a la fama la carrera de Bergman a Alemanya.: 157 A la pel·lícula va interpretar una de les quatre dones joves ambicioses que intenten crear una agència de disseny gràfic. La pel·lícula era una combinació alegre de comèdia i romanç. Al principi, no comprenia la situació política i social a Alemanya. Més tard, va dir: "Vaig veure molt ràpidament que si eres algú en el cinema, havies de ser membre del partit nazi". Al setembre, va tornar a Suècia i va donar a llum la seva filla Pia. Mai no tornaria a treballar a Alemanya.
Bergman va aparèixer en onze pel·lícules a la seva Suècia natal abans dels vint-i-cinc anys. Els seus personatges sempre estaven plens d'incertesa, por i ansietat. Els primers films suecs no eren cap obra mestra, però va treballar amb alguns dels més grans talents de la indústria cinematogràfica sueca, com ara Gösta Ekman, Karin Swanström, Victor Sjöström i Lars Hanson. Va mostrar el seu immens talent actoral, com a dona jove amb un futur brillant al davant.

## 1939−1949: estrellat a Hollywood i l'escena
Bergman viatjà als Estats Units per rodar la versió en anglès de la pel·lícula sueca Intermezzo (1939), de Gregory Ratoff, acceptant la invitació del productor de Hollywood David O. Selznick, que la volia com estrella pel remake en anglès de la pel·lícula sueca de la seva pel·lícula de 1936. Incapaç encara de parlar en anglès i incerta sobre la seva acceptació per part del públic estatunidenc, esperava completar aquesta pel·lícula i tornar a casa a Suècia. El seu marit, el doctor Petter Aron Lindström, va romandre a Suècia amb la seva filla Pia (nascuda el 1938).:63 A Intermezzo, va interpretar el paper d'un jove acompanyant piano, al costat de Leslie Howard, que interpretava un famós virtuós del violí. Bergman va arribar a Los Angeles el 6 de maig de 1939 i es va allotjar a casa Selznick fins que va poder trobar una altra residència. Intermezzo va esdevenir un gran èxit i, com a resultat, Bergman es va convertir en una estrella.
Bergman va debutar a l'escena el 1940 amb Liliom enfront de Burgess Meredith, en un moment en què encara aprenia anglès. Selznick estava preocupat perquè el valor de la seva nova estrella disminuís si rebia males crítiques. Brooks Atkinson de The New York Times va escriure que Bergman semblava a gust i va manar l'escenari aquella nit. El mateix any va protagonitzar Juninatten una pel·lícula dramàtica en llengua sueca dirigida per Per Lindberg. Ella interpreta Kerstin, una dona que ha estat assetjada pel seu amant.

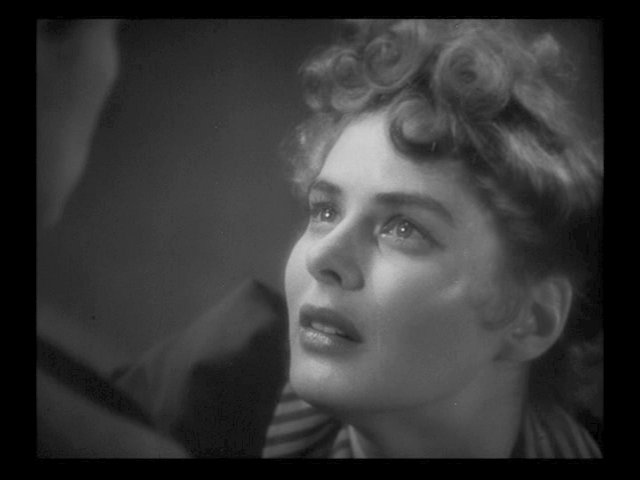
Ingrid Bergman a Dr. Jekyll and Mr. Hyde (1941).

Bergman va rebre un préstec de la companyia de David O. Selznick per aparèixer en tres pel·lícules que es van estrenar el 1941. El 18 de febrer, Robert Sherwood Productions va llançar la seva segona col·laboració amb Gregory Ratoff, Adam Had Four Sons. El 7 de març es va estrenar la pel·lícula de W. S. Van Dyke Rage in Heaven de la Metro-Goldwyn-Mayer. El 12 d'agost, el Dr. Jekyll and Mr. Hyde de Victor Fleming, una altra producció de Metro-Goldwyn-Mayer, es va estrenar a Nova York. Se suposava que Bergman interpretaria el paper de la "bona noia" promesa al doctor Jekyll, però va suplicar a l'estudi el paper de la "noia dolenta" Ivy, la serventa barmana. Les ressenyes van assenyalar que "va donar un rendiment molt ombrejat". Una crítica del New York Times va afirmar que "... la jove actriu sueca torna a demostrar que un talent brillant a vegades pot elevar-se per sobre d'un paper impossiblement escrit ...".:84 Una altra crítica deia: "... mostra una astuta combinació d'encant, comprensió, moderació i pura capacitat d'actuació.":85
El 30 de juliol de 1941 al teatre Lobero de Santa Bàrbara, Bergman va fer la seva segona aparició a Anna Christie. Va ser elogiada per la seva interpretació com a prostituta a l'obra basada en l'obra d'Eugene O'Neill. Un diari de San Francisco deia que estava tan verge com una bola de neu fresca sueca. Selznick la va anomenar "Palmolive Garbo", una referència a un sabó popular, i una coneguda actriu sueca de l'època. Thornton Delaharty va dir: "Dinar amb Ingrid és com seure una hora més o menys de conversa amb una orquídia intel·ligent."

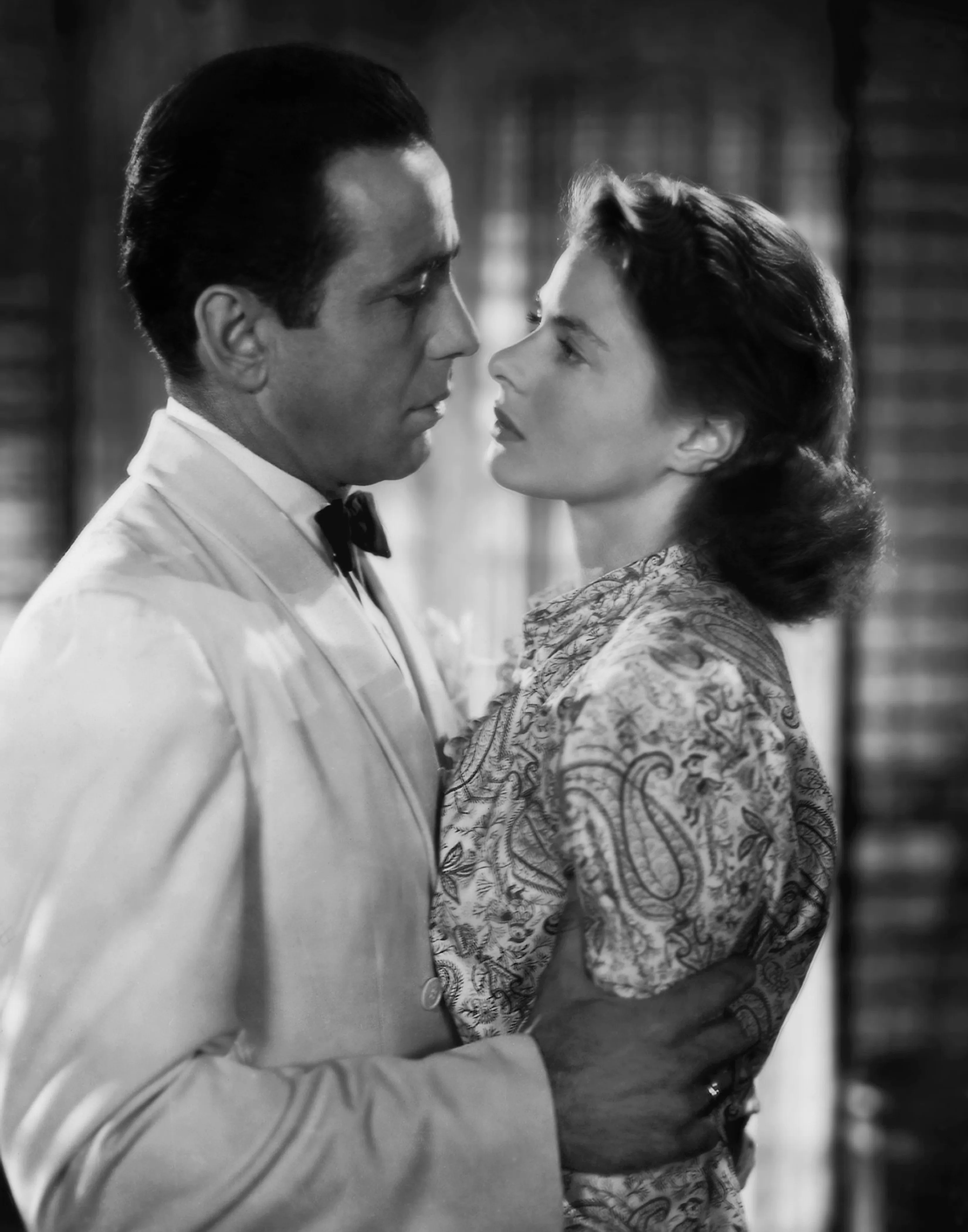
Bogart i Bergman com amants a Casablanca (1942).

Casablanca, de Michael Curtiz, es va estrenar el 26 de novembre de 1942. Bergman va coprotagonitzar amb Humphrey Bogart a la pel·lícula; aquest segueix sent el seu paper més conegut. Va interpretar el paper d'Ilsa, l'antic amor de Rick Blaine i esposa de Victor Laszlo, fugint amb Laszlo als Estats Units. Casablanca no va ser una de les actuacions preferides de Bergman. «I made so many films which were more important, but the only one people ever want to talk about is that one with Bogart.» (Vaig fer tantes pel·lícules que eren més importants, però l'única de les quals voleu parlar és d'aquella amb Bogart). En els darrers anys, va afirmar: "I feel about Casablanca that it has a life of its own. There is something mystical about it. It seems to have filled a need, a need that was there before the film, a need that the film filled".:88 (Em sembla que "Casablanca" té vida pròpia. Hi ha alguna cosa mística al respecte. Sembla que ha omplert una necessitat, una necessitat que hi havia abans de la pel·lícula, una necessitat que la pel·lícula omplia). Tot i les seves opinions personals sobre la seva actuació, Bodley Crowther de The New York Times va dir que "... Bergman era sorprenentment encantadora, nítida i natural ... i il·lumina els passatges romàntics amb una brillantor càlida i genuïna". Altres revisors van dir que "[interpreta] l'heroïna amb ... atractiva autoritat i bellesa" i "il·lumina totes les escenes en què apareix" i la van comparar amb "un jove Garbo".:89
El seu següent paper va ser el de Maria en la versió cinematogràfica de la novel·la d'Ernest Hemingway For Whom the Bell Tolls el 1942, per la qual va ser nominada per primer cop a l'Oscar a la millor actriu.

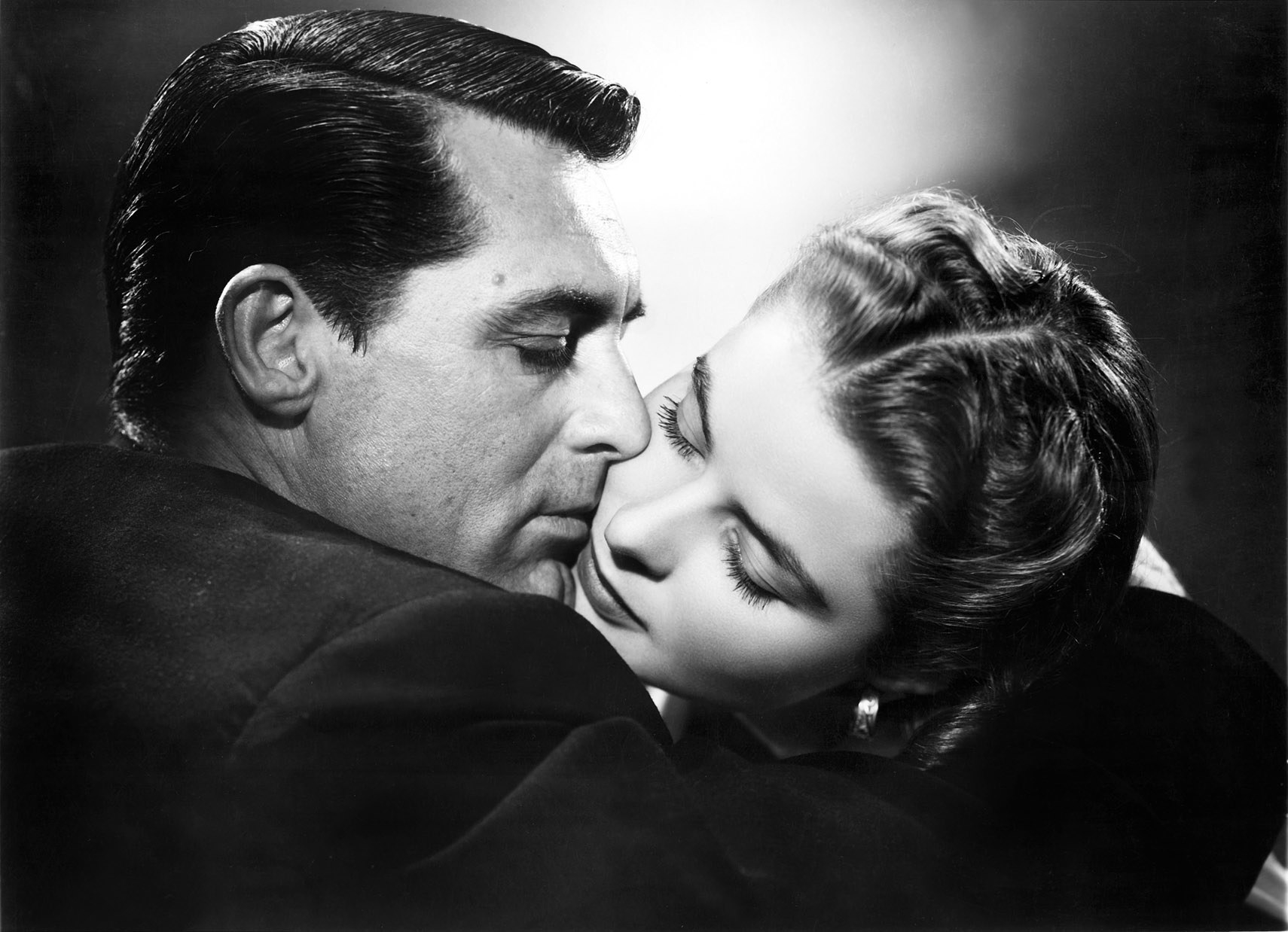
Bergman i Cary Grant en una fotografia publicitària per a Notorious (1946).

Treballà amb els directors més famosos de l'època: Alfred Hitchcock (Notorious i Spellbound), George Cukor (Gaslight, amb la qual guanyà el seu primer premi Oscar), per la interpretació d'una mestressa de casa victoriana a qui el seu marit portava a la bogeria.
Ingrid va tornar a Broadway el 1946, interpretant Joana d'Arc durant 25 setmanes a l'obra Joan of Lorraine, amb molta aclamació. També li va valer el premi Tony a la millor actriu. El 1948 va protagonitzar la versió cinematogràfica d'aquesta obra i va ser nominada a l'Oscar a la millor actriu, tot i que la pel·lícula en si no va ser un èxit comercial.

## 1950−1955: pel·lícules italianes amb Rossellini

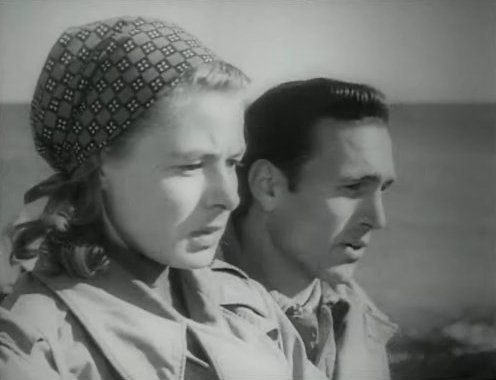
Amb Mario Vitale a Stromboli.

Bergman havia admirat molt dues pel·lícules del director italià Roberto Rossellini, precursor del neorealisme italià. Li va escriure el 1949, expressant la seva admiració i el seu desig de treballar en una de les seves pel·lícules. Va respondre escrivint una part per a ella a la seva pel·lícula Stromboli de 1950. Durant la producció d'aquesta pel·lícula, Ingrid i Rossellini van començar una aventura que canviaria per sempre la seva sana imatge anterior i li faria perdre molts fans als Estats Units. Ingrid encara estava casada amb Petter Lindstrom en aquell moment, tot i que el seu matrimoni feia molts anys que no era feliç. Rossellini encara estava casat amb una altra dona, tot i que estaven separats. Ingrid va quedar embarassada,:18 i ella i Rossellini van buscar divorcis dels seus respectius cònjuges per poder-se casar. Ingrid va donar a llum un fill, Roberto, abans que la parella es casés el 1950. Moralistes i fans nord-americans van expressar la seva indignació per aquesta aparent caiguda del seu antic ídol i la van denunciar com a immoral. El senador dels Estats Units, Edwin C. Johnson, de Colorado, fins i tot va criticar Ingrid, condemnant-la públicament com "una poderosa influència del mal".

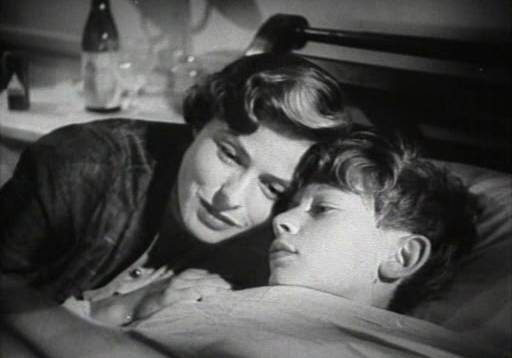
Bergman com Irene Girard a Europa '51.

Bergman va viure a Itàlia amb Rossellini, lluny de la indignació d'Amèrica, i va fer cinc pel·lícules amb ell entre 1950 i 1955. Entre aquestes pel·lícules hi havia Europa '51 el 1952, que es va estrenar el mateix any que va tenir dues filles bessones, Isabella, que més tard es va convertir en famosa model i actriu, i Isotta.
Tot i haver format una família, Ingrid volia tornar a treballar. Va continuar rebent propostes, però si no era ella qui es va negar va ser el seu marit qui la va bloquejar, volent ser l'únic que la dirigís. Anys més tard, Bergman va comentar que considerava que les pel·lícules de Rossellini eren bones, per no dir excel·lents, però que, com a actriu, nascuda al teatre i amb una llarga trajectòria nord-americana, no encaixava amb l'estil improvisat del seu marit. Va tornar al teatre amb una llarga gira europea amb el personatge que més estimava Jeanne au bûcher el juny de 1953 a l'Òpera Garnier de París i al Teatro San Carlo de Nàpols el 5 de desembre, dirigida per Gianandrea Gavazzeni, i el 1954 al Teatro alla Scala de Milà, dirigida per Gavazzeni.

## 1956−1972: retorn a Hollywood

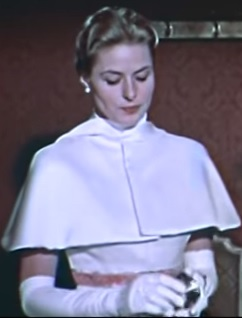
Fotografia del tràiler d'Anastasia (1956), amb la qual va guanyar el seu segon Oscar.

Després de separar-se de Rossellini, Bergman va protagonitzar la pel·lícula de Jean Renoir Elena et les Hommes, una comèdia romàntica en què interpretava una princesa polonesa, Elena Sorokowska, atrapada en intrigues polítiques. La pel·lícula va tenir èxit a París quan es va estrenar el setembre de 1956. Aquesta pel·lícula va començar a ressuscitar la seva carrera als ulls del públic internacional, tot i que havia tingut èxit a Itàlia amb les seves pel·lícules de Rossellini.
Twentieth Century Fox havia comprat els drets d'Anastasia amb Anatole Litvak que l'havia de dirigir. Buddy Adler, el productor executiu, volia que Bergman, una figura encara controvertida dels Estats Units, tornés a la pantalla nord-americana després d'una absència de set anys. Fox va acceptar arriscar, convertint-la en un risc de taquilla per interpretar el paper principal. El rodatge es faria a Anglaterra, París i Copenhaguen. Aquest retorn a Hollywood va rejovenir la seva carrera i Bergman va començar a recuperar gran part de la seva antiga popularitat als Estats Units, a més de guanyar un altre Oscar a la millor actriu per Anastàsia. Com que no va poder assistir personalment a la cerimònia (la premsa encara no havia oblidat l'escàndol italià), l'estatueta va ser recollida pel seu gran amic Cary Grant.
Bergman va continuar obtenint èxits com Indiscreet i The Inn of the Sixth Happiness, tots dos estrenats el 1958, i va conèixer un empresari teatral suec, Lars Schmidt, que es convertiria en el seu tercer marit el desembre del 1958. Gràcies a ell, propietari d'una petita illa just davant de la ciutat de Fjällbacka, l'actriu tornava regularment a Suècia per passar les vacances d'estiu portant-hi els fills de la seva extensa família.
Malgrat el gran èxit i el perdó concedit pels estatunidencs, Ingrid va voler mantenir-se a prop dels seus fills i es va establir primer a París i després a Londres. El 1960 va continuar alternant interpretacions en pel·lícules americanes i europees, però al mateix temps també va actuar al teatre i a la televisió, a excepció d'un interval d'aproximadament un parell d'anys en què es va dedicar completament a la seva filla Isabella que s'havia sotmès a una delicada cirurgia necessària per curar l'escoliosi i que va comportar una llarga i dolorosa rehabilitació. Va guanyar un Emmy el 1959 per l'adaptació a la minisèrie de televisió de The Turn of the Screw, de Henry James. Va debutar al teatre de Londres el 1965 amb l'obra A Month in the Country. També va protagonitzar l'obra More Stately Mansions de tornada als Estats Units el 1967.

## 1973−82: darrers anys
El 1974, Bergman va guanyar l'Oscar a la millor actriu secundària per un paper a Assassinat a l'Orient Express (pel·lícula). El director Sidney Lumet havia ofert a Bergman un paper important com la princesa Dragomiroff, amb el qual sentia que podria guanyar un Oscar. Va insistir a interpretar el paper molt més petit de Greta Ohlsson, l'antiga missionera sueca. Lumet va parlar del paper de Bergman:
| « | (anglès) She had chosen a very small part, and I couldn't persuade her to change her mind. ... Since her part was so small, I decided to film her one big scene, where she talks for almost five minutes, straight, all in one long take. A lot of actresses would have hesitated over that. She loved the idea, and made the most of it. She ran the gamut of emotions. I've never seen anything like it.:246–247 | (català) Havia escollit un paper molt petit, i no vaig poder convèncer-la perquè canviés d'opinió. ... Com que el seu paper era tan petit, vaig decidir filmar-li una gran escena, on parla durant gairebé cinc minuts, seguits, tot en una presa llarga. Moltes actrius n'haurien dubtat. Li va encantar la idea i la va aprofitar al màxim. Va recórrer tota la gamma d'emocions. No he vist mai res semblant. | » |

A la cerimònia dels Oscars de 1975, el director de cinema Jean Renoir havia de rebre un premi a la seva trajectòria per la seva contribució a la indústria del cinema. Com que estava malalt en aquell moment, va demanar que Ingrid Bergman acceptés aquest premi en nom seu. Bergman va pronunciar un discurs d'acceptació que va elogiar les seves pel·lícules i la «compassió que va marcar totes les seves obres», així com el seu ensenyament tant a joves cineastes com al públic. :542–543
Tot i que havia estat nominada al nou premi a la millor actriu secundària, va considerar que el seu paper a Assassinat a l'Orient Express era bastant menor i no esperava guanyar. Quan es va anunciar el premi, en els seus comentaris sorpresos i sense assajar, va comentar al públic que Valentina Cortese hauria d'haver guanyat el premi pel seu paper a La nit americana, de Truffaut. Bergman i Cortese van passar la resta de la nit en companyia l'una de l'altra, i van ser objecte de moltes fotografies.:542–543 També el 1975, Bergman va assistir a l'homenatge de l'AFI a Orson Welles. El públic la va aplaudir quan va sortir a l'escenari. Va fer broma dient que gairebé no coneixia Welles i només la van convidar perquè estava treballant a l'altre costat del carrer.
El 1975, el mateix any en què es va divorciar del tercer marit, Lars Schmidt, Ingrid es va assabentar que tenia càncer de mama. Tot i el seu mal estat de salut, va continuar treballant i va completar la seva última pel·lícula, la Sonata de tardor d'Ingmar Bergman el 1978, que és considerada una de les seves millors actuacions.
El 1979, Bergman va presentar la cerimònia de lliurament dels premis a la trajectòria de l'AFI per a Alfred Hitchcock. Al final del programa, ella li va regalar la clau del celler que va ser fonamental per a la trama de Notorious. «Cary Grant va guardar-la durant 10 anys, després me la va donar, i jo la vaig guardar durant 20 anys per tenir sort i ara us la dono amb les meves oracions», abans d'afegir «Que Déu et beneeixi, Hitch». Bergman va ser la convidada d'honor del programa Variety's Club All Star Salute el desembre de 1979. L'espectacle va ser presentat per Jimmy Stewart i va comptar amb la presència de Cary Grant, Frank Sinatra, Goldie Hawn, Helen Hayes, Paul Henreid i molts dels seus antics companys de repartiment. Va ser honrada amb l'Illis Quorum, la medalla que el rei de Suècia atorga als artistes importants.
El 1980, l'autobiografia de Bergman, Ingrid Bergman: My Story, va ser escrita amb l'ajuda d'Alan Burgess. Hi parla de la seva infància, la seva carrera inicial, la seva vida durant el seu temps a Hollywood, l'escàndol amb Rossellini i els esdeveniments posteriors. El llibre va ser escrit després que el seu fill l'advertís que només seria coneguda a través de rumors i entrevistes si no explicava la seva pròpia història. El 1982, va ser guardonada amb la medalla d'or David di Donatello, atorgada per l'Acadèmia del Cinema Italià.
L'últim paper d'Ingrid va ser a la minisèrie de televisió de 1982 A Woman Called Golda, en la qual va interpretar la primera ministra israeliana Golda Meïr, un paper que li va valdre un Emmy i un Globus d'Or. Aleshores, el 29 d'agost de 1982, quan complia 67 anys, Ingrid va perdre la batalla de set anys contra el càncer i va morir a casa seva a Londres. El seu funeral es va celebrar a l'església sueca de l'oest de Londres. Les seves restes van ser incinerades i les seves cendres es van escampar a la costa de Suècia, excepte una petita part, que es va guardar per ser enterrada al cementiri Norra Begravningsplatsen, a Estocolm.

## Cinema

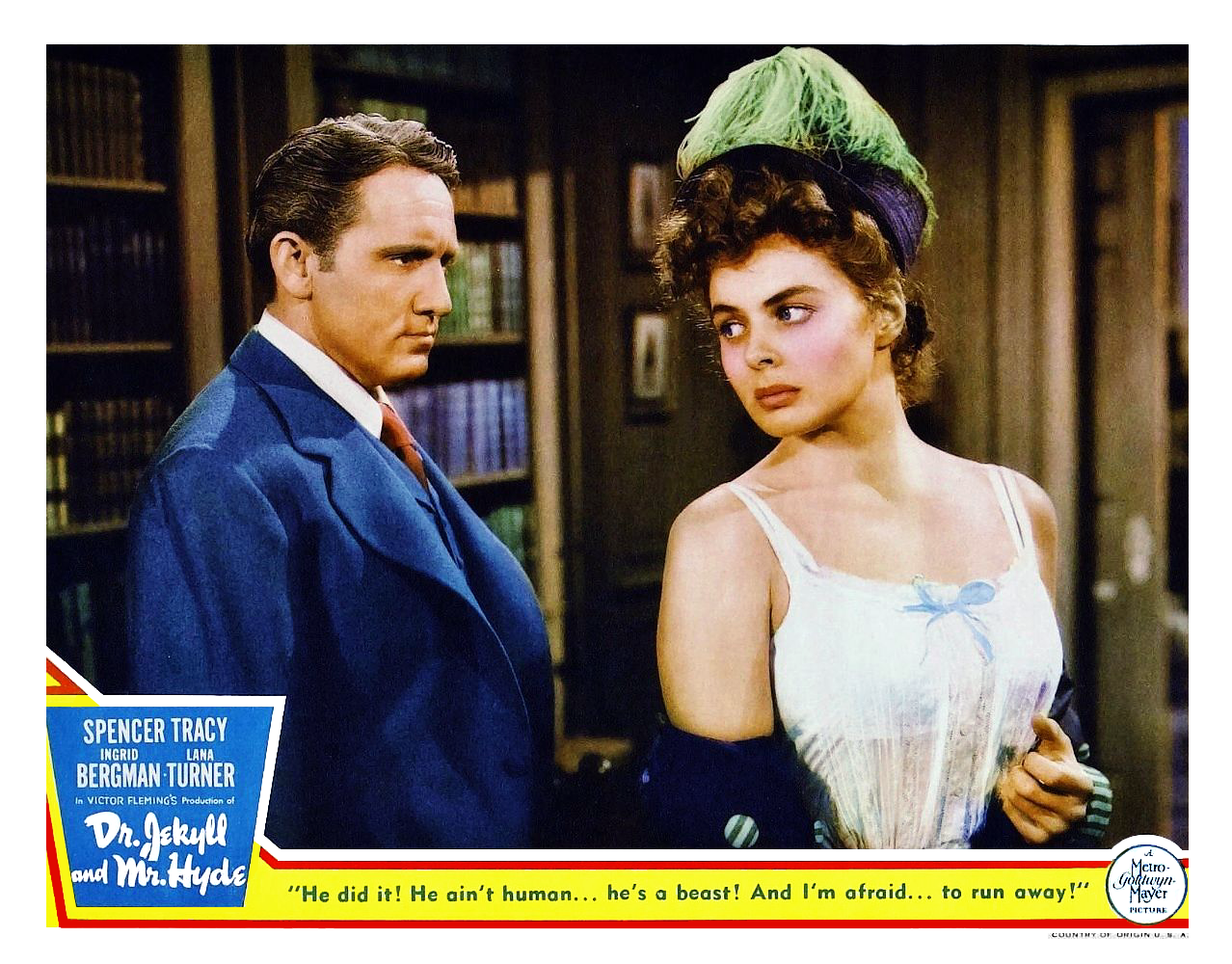
Cartell de Spencer Tracy i Ingrid Bergman a Dr. Jekyll and Mr. Hyde

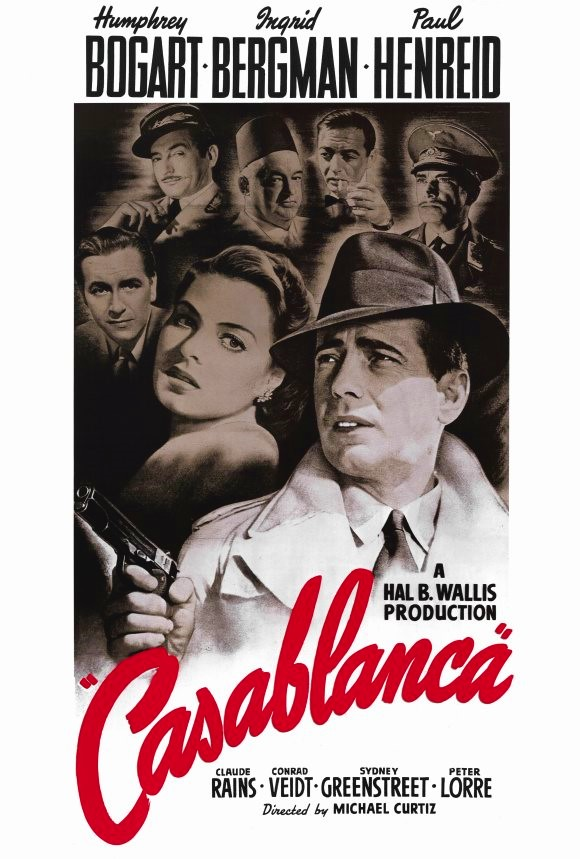
Cartell de Casablanca, (1942)

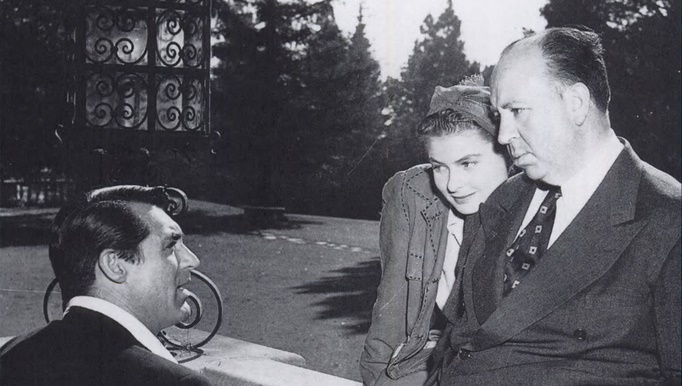
Cary Grant, Bergman i Alfred Hitchcock filmant Notorious (1946).

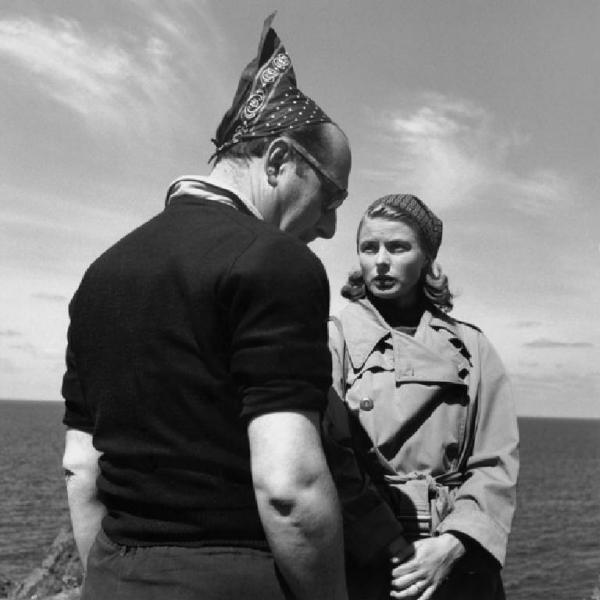
Ingrid Bergman i Roberto Rossellini al set de Stromboli terra di Dio, fotografia de Federico Patellani, 1949.

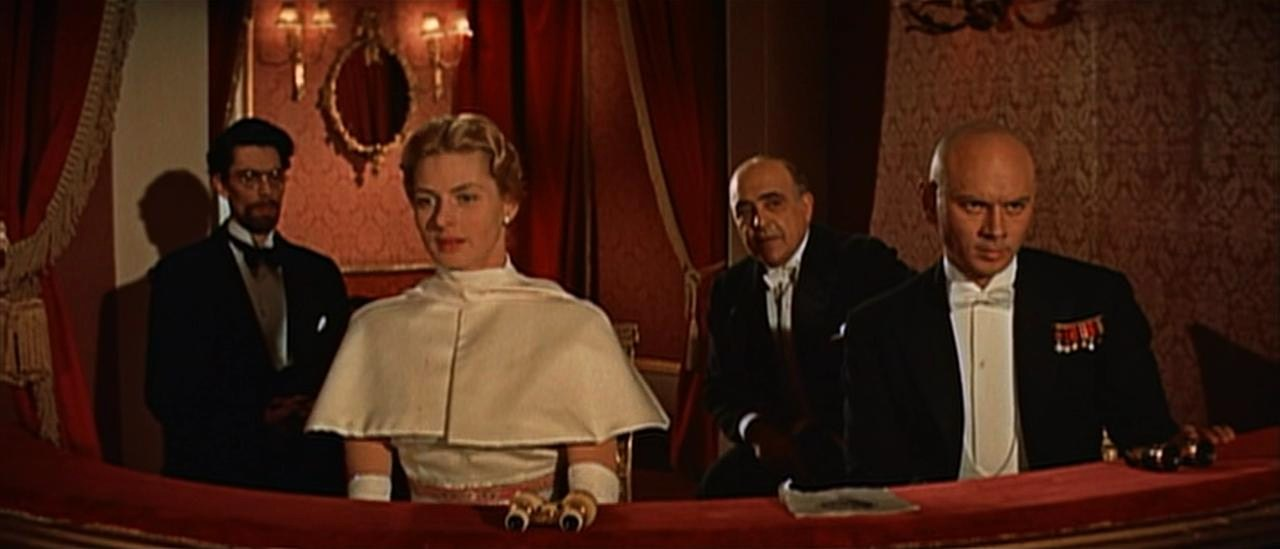
fotograma dAnastàsia (1956).

| Any             | Pel·lícula                                           | Paper                                         | Notes                                                                                                |                 |
| Dècada del 1930 | Dècada del 1930                                      | Dècada del 1930                               | Dècada del 1930                                                                                      | Dècada del 1930 |
| --------------- | ---------------------------------------------------- | --------------------------------------------- | --- | --------------- |
| 1932            | Landskamp                                            | Noia                                          | No acreditada                                                                                        |                 |
| 1935            | Munkbrogreven                                        | Elsa Edlund                                   | |                 |
| 1935            | Bränningar                                           | Karin Ingman                                  | |                 |
| 1935            | Swedenhielms                                         | Astrid                                        | |                 |
| 1935            | Valborgsmässoafton                                   | Lena Bergström                                | |                 |
| 1936            | På solsidan                                          | Eva Bergh                                     | |                 |
| 1936            | Intermezzo                                           | Anita Hoffman                                 | |                 |
| 1938            | Dollar                                               | Julia Balzar                                  | |                 |
| 1938            | En kvinnas ansikte                                   | Anna Holm                                     | |                 |
| 1938            | Die Vier Gesellen                                    | Marianne                                      | |                 |
| 1939            | En enda natt                                         | Eva Beckman                                   | |                 |
| 1939            | Intermezzo: A Love Story                             | Anita Hoffman                                 | |                 |
| Dècada del 1940 |                                                      |                                               | |                 |
| 1940            | Juninatten                                           | Kerstin Norbäc - també anomenada Sara Nordanå | |                 |
| 1941            | Adam Had Four Sons                                   | Emilie Gallatin                               | |                 |
| 1941            | Rage in Heaven                                       | Stella Bergen Monrell                         | |                 |
| 1941            | Dr. Jekyll and Mr. Hyde                              | Ivy Peterson                                  | |                 |
| 1942            | Casablanca                                           | Ilsa Lund                                     | |                 |
| 1943            | For Whom the Bell Tolls                              | Maria                                         | Nominació − Oscar a la millor actriu                                                                 |                 |
| 1943            | Swedes in America                                    | Ella mateixa                                  | Paper curt                                                                                           |                 |
| 1944            | Gaslight                                             | Paula Alquist Anton                           | Oscar a la millor actriu Globus d'Or a la millor actriu dramàtica                                    |                 |
| 1945            | Saratoga Trunk                                       | Clio Dulaine                                  | |                 |
| 1945            | Spellbound                                           | Dra. Constance Petersen                       | |                 |
| 1945            | The Bells of St. Mary's                              | Germana Mary Benedict                         | Nominació − Oscar a la millor actriu Globus d'Or a la millor actriu dramàtica                        |                 |
| 1946            | American Creed                                       | Ella mateixa                                  | Paper curt                                                                                           |                 |
| 1946            | Notorious                                            | Alicia Huberman                               | |                 |
| 1948            | Arch of Triumph                                      | Joan Madou                                    | |                 |
| 1948            | Joan of Arc                                          | Joana d'Arc                                   | Nominació − Oscar a la millor actriu                                                                 |                 |
| 1949            | Under Capricorn                                      | Lady Henrietta Flusky                         | |                 |
| Dècada del 1950 |                                                      |                                               | |                 |
| 1950            | Stromboli                                            | Karin                                         | |                 |
| 1952            | Europa '51                                           | Irene Girard                                  | Copa Volpi per la millor interpretació femenina                                                      |                 |
| 1953            | Siamo donne                                          | Ella mateixa                                  | Segment: "Ingrid Bergman"                                                                            |                 |
| 1954            | Giovanna d'Arco al rogo                              | Joana d'Arc                                   | |                 |
| 1954            | Viaggio in Italia                                    | Katherine Joyce                               | |                 |
| 1954            | La por                                               | Irene Wagner                                  | |                 |
| 1956            | Anastàsia                                            | Anna Koreff/Anastàsia                         | Oscar a la millor actriu Globus d'Or a la millor actriu dramàtica                                    |                 |
| 1956            | Elena et les Hommes                                  | Elena Sokorowska                              | |                 |
| 1958            | Indiscreet                                           | Anna Kalman                                   | Nominació − Globus d'Or a la millor actriu musical o còmica                                          |                 |
| 1958            | The Inn of the Sixth Happiness                       | Gladys Aylward                                | Nominació − Globus d'Or a la millor actriu dramàtica Nominació − BAFTA a la millor actriu estrangera |                 |
| Dècada del 1960 |                                                      |                                               | |                 |
| 1961            | No em diguis adéu                                    | Paula Tessier                                 | |                 |
| 1961            | Auguste                                              |                                               | No surt als crèdits, cameo                                                                           |                 |
| 1964            | The Visit                                            | Karla Zachanassian                            | |                 |
| 1964            | The Yellow Rolls-Royce                               | Gerda Millett                                 | |                 |
| 1967            | Stimulantia                                          | Mathilde Hartman                              | Episodi: "The Necklace"                                                                              |                 |
| 1969            | Flor de cactus                                       | Stephanie Dickinson                           | Nominació − Globus d'Or a la millor actriu musical o còmica                                          |                 |
| Dècada del 1970 |                                                      |                                               | |                 |
| 1970            | Henri Langlois                                       | Ella mateixa                                  | Documental                                                                                           |                 |
| 1970            | A Walk in the Spring Rain                            | Libby Meredith                                | |                 |
| 1973            | From the Mixed-Up Files of Mrs. Basil E. Frankweiler | Mrs. Frankweiler                              | |                 |
| 1974            | Assassinat a l'Orient Express (pel·lícula)           | Greta Ohlsson                                 | Oscar a la millor actriu secundària BAFTA a la millor actriu secundària                              |                 |
| 1976            | Nina, una qüestió de temps                           | Comtessa Sanziani                             | |                 |
| 1978            | Sonata de tardor (Höstsonaten)                       | Charlotte Andergast                           | Nominació - Oscar a la millor actriu Nominació − Globus d'Or a la millor actriu dramàtica            |                 |

## Televisió

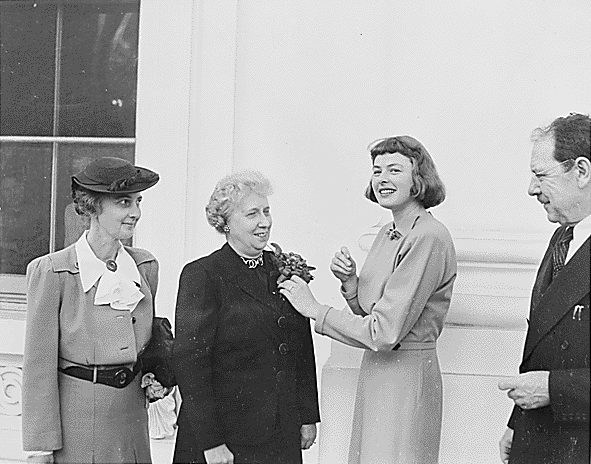
Ingrid Bergman posant unes flors a Bess Truman

| Any  | Producció                                              | Paper                   | Notes |
| ---- | ------------------------------------------------------ | ----------------------- | --- |
| 1959 | Startime: The Turn of the Screw                        | Governanta              | Primetime Emmy a la millor actriu en minisèrie o telefilm                                                        |
| 1961 | 24 Hours in a Woman's Life                             | Clare Lester            | Nominació − Primetime Emmy a la millor actriu en minisèrie o telefilm                                            |
| 1963 | Hedda Gabler                                           | Hedda Gabler            | |
| 1966 | The Human Veu                                          | Sense nom (monòleg)     | |
| 1977 | Great Performances: Childhood                          | Convidat                | |
| 1979 | The American Film Institute Salute to Alfred Hitchcock | Ella mateixa (hostessa) | |
| 1982 | A Woman Called Golda                                   | Golda Meïr              | Globus d'Or a la millor actriu en minisèrie o telefilm Primetime Emmy a la millor actriu en minisèrie o telefilm |

## Teatre

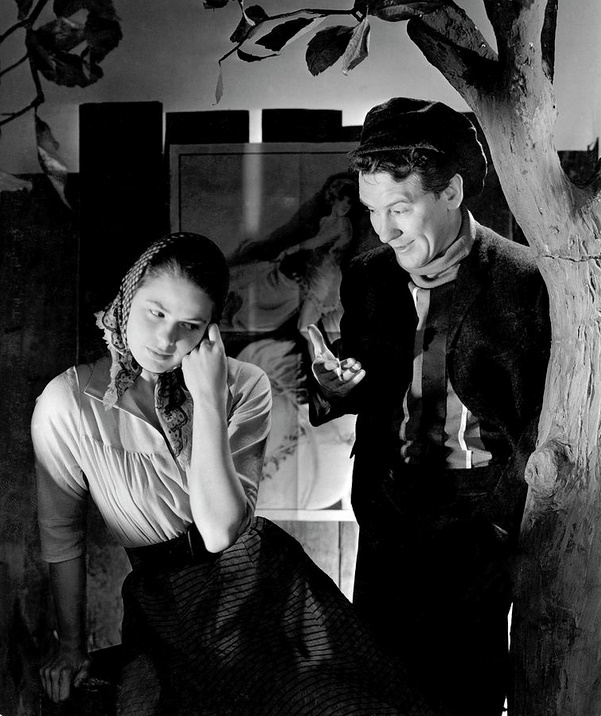
Ingrid Bergman i Burgess Meredith a Liliom (1940)

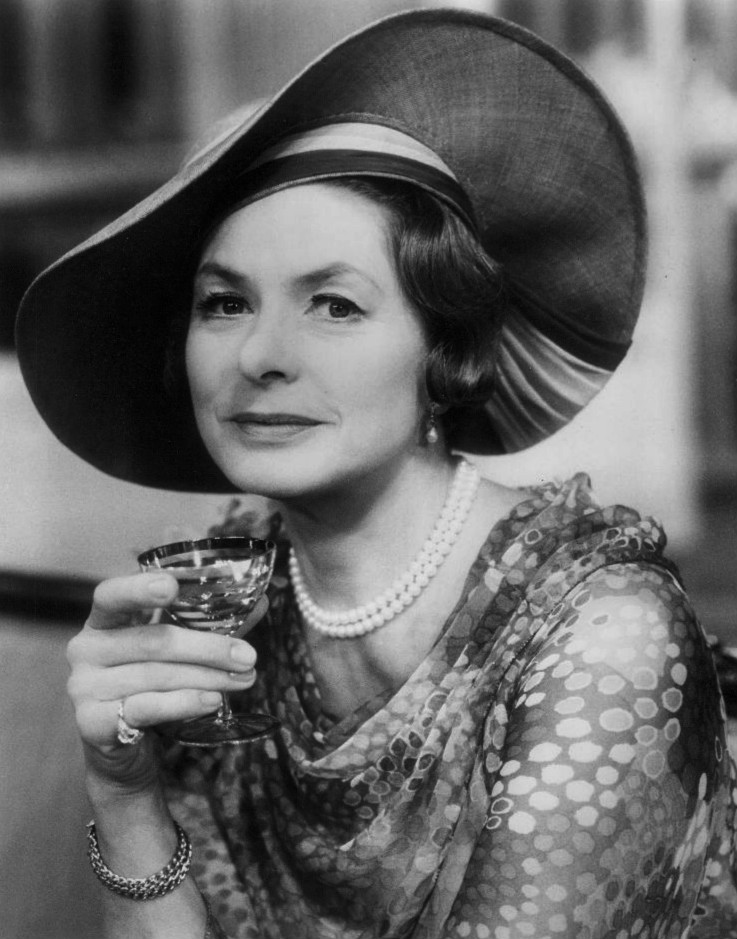
Ingrid Bergman a The Constant Wife (1975)

| Títol                           | Any       | Paper                 | Teatre/notes                                                                  | Ref(s)        |
| ------------------------------- | --------- | --------------------- | ----------------------------------------------------------------------------- | ------------- |
| Liliom                          | 1940      | Julie                 | 44th Street Theatre Nova York, Nova York                                      | [ 43 ] [ 44 ] |
| Anna Christie                   | 1941      | Anna Christie         | Lobero Theatre San Diego, Califòrnia                                          | [ 43 ] [ 45 ] |
| Joan of Lorraine                | 1946      | Joana d'Arc/Mary Grey | Alvin Theater Nova York, NY                                                   | [ 46 ]        |
| Giovanna d'Arco al rogo         | 1953      | Joana d'Arc           | San Carlo Opera House Nàpols, Itàlia                                          | [ 47 ]        |
| Joan of Arc at the Stake        | 1954      | Joana d'Arc           | Stoll Theatre Londres, Regne Unit                                             | [ 48 ]        |
| Thé et sympathie                | 1956      | Laura Reynolds        | Teatre de Paris París, França                                                 | [ 49 ]        |
| Hedda Gabler                    | 1962      | Hedda Gabler          | Teatre Montparnasse Gaston Baty París, França                                 | [ 50 ]        |
| A Month in the Country          | 1965      | Natalia Petrovna      | Yvonne Arnaud Theatre Guildford (Surrey), Regne Unit                          | [ 51 ]        |
| More Stately Mansions           | 1967      | Deborah Harford       | Broadhurst Theatre Nova York, NY Ahmanson Theatre Los Angeles                 | [ 52 ]        |
| Captain Brassbound's Conversion | 1971      | Lady Cecily Waynflete | Cambridge Theatre Londres, Regne Unit                                         | [ 53 ]        |
| Captain Brassbound's Conversion | 1972      | Lady Cecily Waynflete | Opera House, Kennedy Center Washington, D.C.                                  | [ 53 ]        |
| The Constant Wife               | 1973–1975 | Constance Middleton   | Albery Theatre Londres, Regne Unit Shubert Theatre Nova York, NY              | [ 54 ]        |
| Waters of the Moon              | 1977–1978 | Helen Lancaster       | Festival Theatre Chichester, Regne Unit Haymarket Theatre Londres, Regne Unit | [ 54 ]        |

## Homenatges

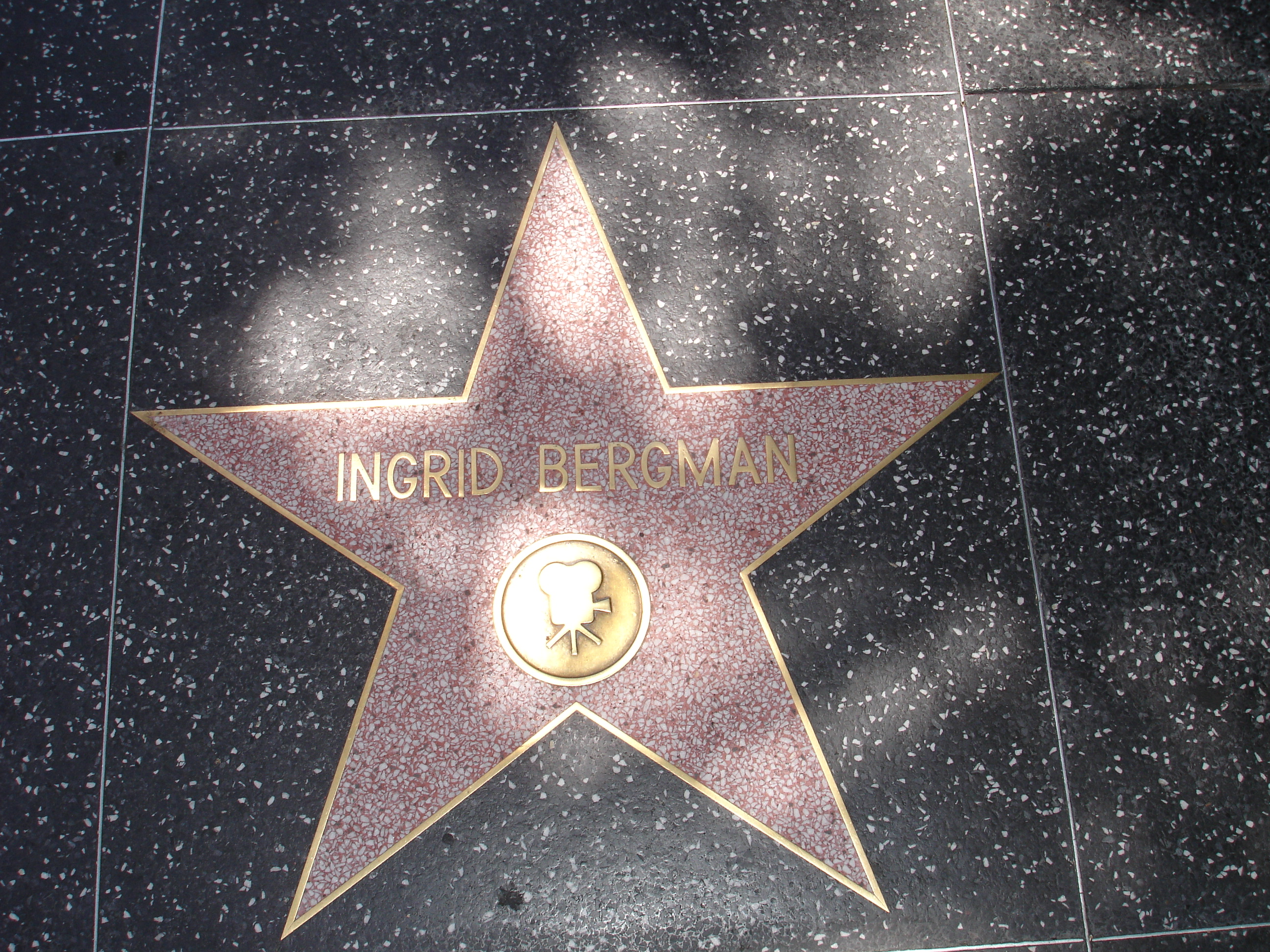
L'estrella d'Ingrid Bergman al Passeig de la Fama de Hollywood.

Ingrid Bergman va ser elegida la quarta actriu més gran de la història del cinema estatunidenc per l'American Film Institute en la seva AFI's 100 Years...100 Stars (100 anys d'AFI 100 estrelles).
Té una estrella al Passeig de la Fama de Hollywood al 6759 Hollywood Boulevard.
Alfred Hitchcock va basar la seva pel·lícula La finestra indiscreta (1954) (protagonitzada per James Stewart com a fotògraf de guerra de "Life") en el romanç de Bergman i Capa.
Va inspirar a Woody Guthrie, que va escriure una cançó en honor seu després de veure la pel·lícula Stromboli. S'havia quedat només en el text, fins que Billy Bragg hi va posar música i la va enregistrada per a l'àlbum Mermaid Avenue després de ser descobert al Woody Guthrie Archive amb milers de cançons més.
Va ser escollida com a model per Andy Warhol per les seves famoses serigrafies ("Ingrid amb barret", 1983).

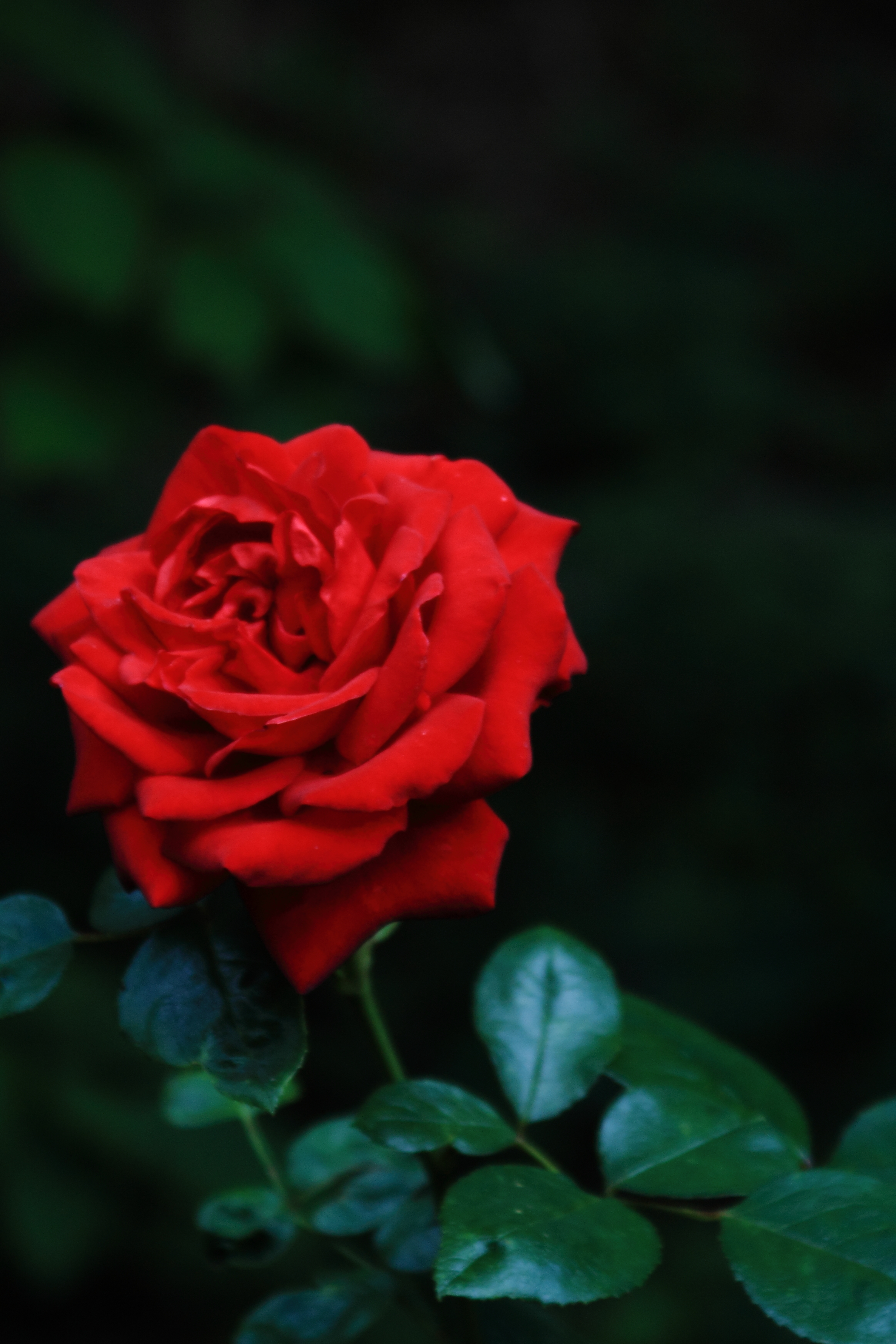
Rosa Ingrid Bergman.

Una varietat de rosa vermella híbrid de te porta el seu nom, "Ingrid Bergman" (1984, Poulsen).
Amb motiu de la seva 68ª edició, el Festival de Cannes va retre homenatge a Ingrid Bergman triant-la per aparèixer al seu cartell, succeint Marcello Mastroianni.
Una secció de les gespes dels jardins de l'Avenue-Foch li ret homenatge (entre el números 49 i 61 de l'avenue Foch).
El personatge d'Ilsa de Bergman va inspirar el paper d'"Ilsa Faust" interpretat per Rebecca Ferguson a la sèrie de pel·lícules de Missió: Impossible.
Com a part de la seva dedicació a icones femenines del cinema italià, Bergman va ser immortalitzada en un mural en una escala pública de la Via Fiamignano, a prop de Roma.
Un mural de la seva imatge de Casablanca es va pintar a la paret exterior del cinema a Fremont, Seattle.
La companyia aèria nacional holandesa va nomenar 'Ingrid Bergman' a un dels seus avions a la dècada de 2010.
A Fjällbacka, a la costa de Suècia, una plaça es va anomenar la plaça d'Ingrid Bergman per honorar la seva memòria.
Al Saló de l'Automòbil de Xangai del 2015, Ferrari va retre homenatge a Bergman per anomenant el color exterior del Ferrari California T com a Grigio Ingrid. Al saló de París de 1954, Ferrari va presentar el 375 MM, encarregat per Rossellini com a regal de casament per a ella, conegut com The Bergman Coupe.
Per ajudar a educar i informar sobre la importància de l'ús de màscares durant la pandèmia COVID-19, WarnerMedia, l'Ad Council i els Centres for Disease Control and Prevention (CDC), han publicat un vídeo amb Bogart i Bergman en una escena de Casablanca portant màscares.